# Eleições europeias de 2009 em Lisboa

## Resultados Oficiais
| Partido                 | Partido                        | Votos   | %               | +/-   |
| ----------------------- | ------------------------------ | ------- | --------------- | ----- |
|                         | Partido Social Democrata       | 65 834  | 29,41 / 100,00  | -     |
|                         | Partido Socialista             | 57 343  | 25,62 / 100,00  | 15,59 |
|                         | Bloco de Esquerda              | 27 734  | 12,39 / 100,00  | 3,94  |
|                         | Coligação Democrática Unitária | 24 084  | 10,76 / 100,00  | 1,18  |
|                         | Partido Popular                | 21 035  | 9,40 / 100,00   | -     |
|                         | Movimento Esperança Portugal   | 6 782   | 3,03 / 100,00   | Novo  |
|                         | Outros                         | 8 646   | 3,87 / 100,00   |       |
| Votos Inválidos         | Votos Inválidos                | 12 365  | 5,52 / 100,00   | 2,03  |
| Total                   | Total                          | 223 823 | 100,00 / 100,00 |       |
| Eleitorado/Participação | Eleitorado/Participação        | 532 343 | 42,04 / 100,00  | 0,22  |

## Resultados por Freguesia
Os resultados seguintes referem-se aos partidos que obtiveram mais de 1,00% dos votos:
| Freguesia                    | %     | %     | %     | %     | %     | %    | Votantes |
| Freguesia                    | PSD   | PS    | BE    | CDU   | PP    | MEP  | Votantes |
| ---------------------------- | ----- | ----- | ----- | ----- | ----- | ---- | -------- |
| Ajuda                        | 20,49 | 31,22 | 12,12 | 19,00 | 6,13  | 1,47 | 6 412    |
| Alcântara                    | 24,94 | 26,98 | 12,99 | 15,38 | 7,33  | 3,27 | 5 911    |
| Alto do Pina                 | 36,85 | 22,25 | 11,34 | 7,15  | 10,24 | 2,69 | 4 014    |
| Alvalade                     | 39,77 | 19,03 | 11,24 | 5,42  | 12,77 | 4,08 | 4 760    |
| Ameixoeira                   | 24,19 | 28,01 | 12,56 | 13,35 | 8,29  | 2,98 | 4 030    |
| Anjos                        | 30,07 | 24,76 | 13,71 | 10,25 | 8,50  | 2,12 | 3 728    |
| Beato                        | 22,76 | 29,11 | 11,98 | 16,73 | 7,80  | 1,19 | 5 026    |
| Benfica                      | 30,14 | 26,25 | 13,07 | 10,70 | 8,68  | 2,38 | 16 811   |
| Campo Grande                 | 31,50 | 23,89 | 12,56 | 9,77  | 11,28 | 2,61 | 4 441    |
| Campolide                    | 27,26 | 27,56 | 13,32 | 11,19 | 8,85  | 2,67 | 5 810    |
| Carnide                      | 25,23 | 25,75 | 13,24 | 13,42 | 8,06  | 2,89 | 7 026    |
| Castelo                      | 15,42 | 24,58 | 15,00 | 20,42 | 5,42  | 1,67 | 240      |
| Charneca                     | 21,68 | 32,60 | 9,50  | 15,48 | 6,38  | 1,38 | 2 242    |
| Coração de Jesus             | 31,13 | 23,43 | 14,58 | 8,97  | 9,63  | 2,97 | 1 818    |
| Encarnação                   | 26,58 | 28,59 | 13,49 | 11,23 | 6,62  | 4,20 | 1 238    |
| Graça                        | 27,70 | 28,05 | 13,77 | 12,42 | 6,84  | 1,83 | 2 513    |
| Lapa                         | 37,10 | 18,64 | 5,55  | 9,43  | 14,70 | 7,33 | 4 286    |
| Lumiar                       | 31,83 | 23,63 | 12,79 | 7,42  | 10,19 | 4,53 | 14 902   |
| Madalena                     | 18,23 | 29,83 | 15,47 | 17,13 | 6,63  | 3,87 | 181      |
| Mártires                     | 31,68 | 20,50 | 10,56 | 8,70  | 11,80 | 9,32 | 161      |
| Marvila                      | 17,82 | 32,26 | 13,28 | 17,17 | 5,96  | 1,23 | 12 165   |
| Mercês                       | 23,15 | 26,51 | 15,70 | 12,34 | 8,34  | 3,85 | 2 026    |
| Nossa Senhora de Fátima      | 35,87 | 22,63 | 9,95  | 6,85  | 12,78 | 4,22 | 7 538    |
| Pena                         | 26,80 | 27,90 | 13,01 | 10,24 | 10,24 | 1,99 | 1 914    |
| Penha de França              | 28,61 | 28,52 | 13,90 | 10,47 | 7,57  | 2,09 | 5 309    |
| Prazeres                     | 28,77 | 26,88 | 10,68 | 11,49 | 10,34 | 3,49 | 2 697    |
| Sacramento                   | 21,83 | 26,15 | 15,09 | 13,21 | 11,32 | 2,16 | 371      |
| Santa Catarina               | 23,30 | 31,65 | 15,39 | 10,34 | 7,41  | 2,43 | 1 605    |
| Santa Engrácia               | 28,13 | 28,89 | 12,74 | 11,92 | 7,36  | 1,20 | 2 080    |
| Santa Isabel                 | 32,82 | 21,68 | 12,04 | 8,45  | 11,02 | 5,28 | 3 123    |
| Santa Justa                  | 24,88 | 27,23 | 12,68 | 12,21 | 8,45  | 0,94 | 213      |
| Santa Maria de Belém         | 31,64 | 23,51 | 11,34 | 9,10  | 11,68 | 4,79 | 3 802    |
| Santa Maria dos Olivais      | 25,16 | 28,77 | 13,18 | 12,60 | 7,49  | 2,43 | 19 520   |
| Santiago                     | 28,10 | 27,09 | 11,65 | 14,43 | 6,58  | 2,28 | 395      |
| Santo Condestável            | 28,37 | 26,41 | 13,84 | 10,84 | 8,89  | 2,71 | 7 010    |
| Santo Estêvão                | 18,86 | 28,89 | 10,36 | 25,03 | 5,24  | 1,16 | 859      |
| Santos-o-Velho               | 25,62 | 26,07 | 10,14 | 12,03 | 10,83 | 5,79 | 1 745    |
| São Cristóvão e São Lourenço | 25,89 | 28,93 | 11,79 | 13,57 | 6,79  | 2,50 | 560      |
| São Domingos de Benfica      | 35,21 | 23,63 | 10,79 | 7,50  | 10,49 | 3,24 | 14 393   |
| São Francisco Xavier         | 40,10 | 17,82 | 9,64  | 5,19  | 14,65 | 4,42 | 3 776    |
| São João                     | 27,44 | 27,94 | 14,12 | 12,63 | 7,44  | 1,80 | 5 849    |
| São João de Brito            | 39,44 | 18,98 | 10,60 | 6,37  | 12,85 | 3,37 | 6 017    |
| São João de Deus             | 38,36 | 19,10 | 10,93 | 5,74  | 13,74 | 3,64 | 5 487    |
| São Jorge de Arroios         | 33,42 | 22,30 | 13,96 | 8,80  | 9,97  | 2,74 | 7 543    |
| São José                     | 27,10 | 27,73 | 14,18 | 12,20 | 7,29  | 2,46 | 1 262    |
| São Mamede                   | 32,86 | 21,87 | 10,38 | 6,00  | 14,03 | 7,57 | 2 602    |
| São Miguel                   | 15,62 | 38,65 | 8,53  | 23,83 | 4,51  | 0,64 | 621      |
| São Nicolau                  | 29,05 | 21,29 | 15,08 | 10,20 | 10,20 | 2,88 | 451      |
| São Paulo                    | 22,29 | 31,44 | 14,07 | 13,98 | 7,65  | 1,79 | 1 059    |
| São Sebastião da Pedreira    | 38,53 | 18,35 | 9,54  | 4,86  | 15,29 | 5,49 | 3 460    |
| São Vicente de Fora          | 21,14 | 31,71 | 12,76 | 17,93 | 6,19  | 1,49 | 1 277    |
| Sé                           | 26,51 | 23,29 | 13,86 | 10,84 | 10,64 | 4,22 | 498      |
| Socorro                      | 24,95 | 31,17 | 13,67 | 14,82 | 5,07  | 1,05 | 1 046    |
| Lisboa                       | 29,41 | 25,62 | 12,39 | 10,76 | 9,40  | 3,03 | 223 823  |

#### Ajuda
| Partido                 | Partido                        | Votos  | %               | +/-   |
| ----------------------- | ------------------------------ | ------ | --------------- | ----- |
|                         | Partido Socialista             | 2 002  | 31,22 / 100,00  | 16,58 |
|                         | Partido Social Democrata       | 1 314  | 20,49 / 100,00  | -     |
|                         | Coligação Democrática Unitária | 1 218  | 19,00 / 100,00  | 1,96  |
|                         | Bloco de Esquerda              | 777    | 12,12 / 100,00  | 4,82  |
|                         | Partido Popular                | 393    | 6,13 / 100,00   | -     |
|                         | PCTP/MRPP                      | 120    | 1,87 / 100,00   | 0,76  |
|                         | Movimento Esperança Portugal   | 94     | 1,47 / 100,00   | Novo  |
|                         | Outros                         | 153    | 2,40 / 100,00   |       |
| Votos Inválidos         | Votos Inválidos                | 341    | 5,32 / 100,00   | 1,94  |
| Total                   | Total                          | 6 412  | 100,00 / 100,00 |       |
| Eleitorado/Participação | Eleitorado/Participação        | 16 267 | 39,42 / 100,00  | 2,29  |

#### Alcântara
| Partido                 | Partido                        | Votos  | %               | +/-   |
| ----------------------- | ------------------------------ | ------ | --------------- | ----- |
|                         | Partido Socialista             | 1 595  | 26,98 / 100,00  | 15,99 |
|                         | Partido Social Democrata       | 1 474  | 24,94 / 100,00  | -     |
|                         | Coligação Democrática Unitária | 909    | 15,38 / 100,00  | 1,73  |
|                         | Bloco de Esquerda              | 768    | 12,99 / 100,00  | 3,98  |
|                         | Partido Popular                | 433    | 7,33 / 100,00   | -     |
|                         | Movimento Esperança Portugal   | 193    | 3,27 / 100,00   | Novo  |
|                         | PCTP/MRPP                      | 64     | 1,08 / 100,00   | 0,12  |
|                         | Outros                         | 154    | 2,61 / 100,00   |       |
| Votos Inválidos         | Votos Inválidos                | 321    | 5,43 / 100,00   | 2,25  |
| Total                   | Total                          | 5 911  | 100,00 / 100,00 |       |
| Eleitorado/Participação | Eleitorado/Participação        | 14 209 | 41,60 / 100,00  | 0,28  |

#### Alto do Pina
| Partido                 | Partido                        | Votos  | %               | +/-   |
| ----------------------- | ------------------------------ | ------ | --------------- | ----- |
|                         | Partido Social Democrata       | 1 479  | 36,85 / 100,00  | -     |
|                         | Partido Socialista             | 893    | 22,25 / 100,00  | 12,05 |
|                         | Bloco de Esquerda              | 455    | 11,34 / 100,00  | 2,49  |
|                         | Partido Popular                | 411    | 10,24 / 100,00  | -     |
|                         | Coligação Democrática Unitária | 287    | 7,15 / 100,00   | 0,85  |
|                         | Movimento Esperança Portugal   | 108    | 2,69 / 100,00   | Novo  |
|                         | Outros                         | 145    | 3,62 / 100,00   |       |
| Votos Inválidos         | Votos Inválidos                | 236    | 5,87 / 100,00   | 1,57  |
| Total                   | Total                          | 4 014  | 100,00 / 100,00 |       |
| Eleitorado/Participação | Eleitorado/Participação        | 10 756 | 37,32 / 100,00  | 0,34  |

#### Alvalade
| Partido                 | Partido                        | Votos | %               | +/-   |
| ----------------------- | ------------------------------ | ----- | --------------- | ----- |
|                         | Partido Social Democrata       | 1 893 | 39,77 / 100,00  | -     |
|                         | Partido Socialista             | 906   | 19,03 / 100,00  | 10,38 |
|                         | Partido Popular                | 608   | 12,77 / 100,00  | -     |
|                         | Bloco de Esquerda              | 535   | 11,24 / 100,00  | 2,00  |
|                         | Coligação Democrática Unitária | 258   | 5,42 / 100,00   | 0,07  |
|                         | Movimento Esperança Portugal   | 194   | 4,08 / 100,00   | Novo  |
|                         | Outros                         | 121   | 2,54 / 100,00   |       |
| Votos Inválidos         | Votos Inválidos                | 248   | 5,21 / 100,00   | 1,76  |
| Total                   | Total                          | 4 760 | 100,00 / 100,00 |       |
| Eleitorado/Participação | Eleitorado/Participação        | 9 584 | 49,67 / 100,00  | 0,54  |

#### Ameixoeira
| Partido                 | Partido                        | Votos  | %               | +/-   |
| ----------------------- | ------------------------------ | ------ | --------------- | ----- |
|                         | Partido Socialista             | 1 129  | 28,01 / 100,00  | 18,90 |
|                         | Partido Social Democrata       | 975    | 24,19 / 100,00  | -     |
|                         | Coligação Democrática Unitária | 538    | 13,35 / 100,00  | 1,86  |
|                         | Bloco de Esquerda              | 506    | 12,56 / 100,00  | 4,72  |
|                         | Partido Popular                | 334    | 8,29 / 100,00   | -     |
|                         | Movimento Esperança Portugal   | 120    | 2,89 / 100,00   | Novo  |
|                         | PCTP/MRPP                      | 46     | 1,14 / 100,00   | 0,05  |
|                         | Outros                         | 141    | 3,50 / 100,00   |       |
| Votos Inválidos         | Votos Inválidos                | 241    | 5,98 / 100,00   | 2,40  |
| Total                   | Total                          | 4 030  | 100,00 / 100,00 |       |
| Eleitorado/Participação | Eleitorado/Participação        | 10 213 | 39,46 / 100,00  | 1,82  |

#### Anjos
| Partido                 | Partido                        | Votos | %               | +/-   |
| ----------------------- | ------------------------------ | ----- | --------------- | ----- |
|                         | Partido Social Democrata       | 1 121 | 30,07 / 100,00  | -     |
|                         | Partido Socialista             | 923   | 24,76 / 100,00  | 12,68 |
|                         | Bloco de Esquerda              | 511   | 13,71 / 100,00  | 3,99  |
|                         | Coligação Democrática Unitária | 382   | 10,25 / 100,00  | 2,11  |
|                         | Partido Popular                | 317   | 8,50 / 100,00   | -     |
|                         | Movimento Esperança Portugal   | 79    | 2,12 / 100,00   | Novo  |
|                         | Outros                         | 158   | 4,24 / 100,00   |       |
| Votos Inválidos         | Votos Inválidos                | 237   | 6,36 / 100,00   | 2,60  |
| Total                   | Total                          | 3 728 | 100,00 / 100,00 |       |
| Eleitorado/Participação | Eleitorado/Participação        | 9 345 | 39,89 / 100,00  | 1,60  |

#### Beato
| Partido                 | Partido                        | Votos  | %               | +/-   |
| ----------------------- | ------------------------------ | ------ | --------------- | ----- |
|                         | Partido Socialista             | 1 463  | 29,11 / 100,00  | 16,48 |
|                         | Partido Social Democrata       | 1 144  | 22,76 / 100,00  | -     |
|                         | Coligação Democrática Unitária | 841    | 16,73 / 100,00  | 2,07  |
|                         | Bloco de Esquerda              | 602    | 11,98 / 100,00  | 5,07  |
|                         | Partido Popular                | 392    | 7,80 / 100,00   | -     |
|                         | PCTP/MRPP                      | 82     | 1,63 / 100,00   | 0,17  |
|                         | Movimento Esperança Portugal   | 60     | 1,19 / 100,00   | Novo  |
|                         | Outros                         | 178    | 3,56 / 100,00   |       |
| Votos Inválidos         | Votos Inválidos                | 264    | 5,25 / 100,00   | 1,84  |
| Total                   | Total                          | 5 026  | 100,00 / 100,00 |       |
| Eleitorado/Participação | Eleitorado/Participação        | 12 312 | 40,82 / 100,00  | 1,29  |

#### Benfica
| Partido                 | Partido                        | Votos  | %               | +/-   |
| ----------------------- | ------------------------------ | ------ | --------------- | ----- |
|                         | Partido Social Democrata       | 5 067  | 30,14 / 100,00  | -     |
|                         | Partido Socialista             | 4 413  | 26,25 / 100,00  | 16,41 |
|                         | Bloco de Esquerda              | 2 197  | 13,07 / 100,00  | 4,09  |
|                         | Coligação Democrática Unitária | 1 798  | 10,70 / 100,00  | 1,47  |
|                         | Partido Popular                | 1 460  | 8,68 / 100,00   | -     |
|                         | Movimento Esperança Portugal   | 400    | 2,38 / 100,00   | Novo  |
|                         | Outros                         | 554    | 3,29 / 100,00   |       |
| Votos Inválidos         | Votos Inválidos                | 922    | 5,48 / 100,00   | 1,92  |
| Total                   | Total                          | 16 811 | 100,00 / 100,00 |       |
| Eleitorado/Participação | Eleitorado/Participação        | 38 051 | 44,18 / 100,00  | 0,54  |

#### Campo Grande
| Partido                 | Partido                        | Votos | %               | +/-   |
| ----------------------- | ------------------------------ | ----- | --------------- | ----- |
|                         | Partido Social Democrata       | 1 399 | 31,50 / 100,00  | -     |
|                         | Partido Socialista             | 1 061 | 23,89 / 100,00  | 13,89 |
|                         | Bloco de Esquerda              | 558   | 12,56 / 100,00  | 3,56  |
|                         | Partido Popular                | 501   | 11,28 / 100,00  | -     |
|                         | Coligação Democrática Unitária | 434   | 9,77 / 100,00   | 0,71  |
|                         | Movimento Esperança Portugal   | 116   | 2,61 / 100,00   | Novo  |
|                         | Outros                         | 145   | 3,27 / 100,00   |       |
| Votos Inválidos         | Votos Inválidos                | 227   | 5,12 / 100,00   | 2,27  |
| Total                   | Total                          | 4 441 | 100,00 / 100,00 |       |
| Eleitorado/Participação | Eleitorado/Participação        | 9 990 | 44,45 / 100,00  | 0,27  |

#### Campolide
| Partido                 | Partido                        | Votos  | %               | +/-   |
| ----------------------- | ------------------------------ | ------ | --------------- | ----- |
|                         | Partido Socialista             | 1 601  | 27,56 / 100,00  | 18,34 |
|                         | Partido Social Democrata       | 1 584  | 27,26 / 100,00  | -     |
|                         | Bloco de Esquerda              | 774    | 13,32 / 100,00  | 5,20  |
|                         | Coligação Democrática Unitária | 650    | 11,19 / 100,00  | 0,87  |
|                         | Partido Popular                | 514    | 8,85 / 100,00   | -     |
|                         | Movimento Esperança Portugal   | 155    | 2,67 / 100,00   | Novo  |
|                         | PCTP/MRPP                      | 72     | 1,24 / 100,00   | 0,17  |
|                         | Outros                         | 170    | 2,93 / 100,00   |       |
| Votos Inválidos         | Votos Inválidos                | 290    | 4,99 / 100,00   | 2,10  |
| Total                   | Total                          | 5 810  | 100,00 / 100,00 |       |
| Eleitorado/Participação | Eleitorado/Participação        | 14 841 | 39,15 / 100,00  | 0,40  |

#### Carnide
| Partido                 | Partido                        | Votos  | %               | +/-   |
| ----------------------- | ------------------------------ | ------ | --------------- | ----- |
|                         | Partido Socialista             | 1 809  | 25,75 / 100,00  | 18,97 |
|                         | Partido Social Democrata       | 1 773  | 25,23 / 100,00  | -     |
|                         | Coligação Democrática Unitária | 943    | 13,42 / 100,00  | 3,29  |
|                         | Bloco de Esquerda              | 930    | 13,24 / 100,00  | 4,82  |
|                         | Partido Popular                | 566    | 8,06 / 100,00   | -     |
|                         | Movimento Esperança Portugal   | 203    | 2,89 / 100,00   | Novo  |
|                         | PCTP/MRPP                      | 97     | 1,38 / 100,00   | 0,34  |
|                         | Movimento Mérito e Sociedade   | 71     | 1,01 / 100,00   | Novo  |
|                         | Outros                         | 181    | 2,58 / 100,00   |       |
| Votos Inválidos         | Votos Inválidos                | 453    | 6,45 / 100,00   | 1,80  |
| Total                   | Total                          | 7 026  | 100,00 / 100,00 |       |
| Eleitorado/Participação | Eleitorado/Participação        | 15 825 | 44,40 / 100,00  | 0,25  |

#### Castelo
| Partido                 | Partido                        | Votos | %               | +/-   |
| ----------------------- | ------------------------------ | ----- | --------------- | ----- |
|                         | Partido Socialista             | 59    | 24,58 / 100,00  | 22,43 |
|                         | Coligação Democrática Unitária | 49    | 20,42 / 100,00  | 1,62  |
|                         | Partido Social Democrata       | 37    | 15,42 / 100,00  | -     |
|                         | Bloco de Esquerda              | 36    | 15,00 / 100,00  | 10,30 |
|                         | Partido Popular                | 13    | 5,42 / 100,00   | -     |
|                         | PCTP/MRPP                      | 5     | 2,08 / 100,00   | 0,06  |
|                         | Movimento Esperança Portugal   | 4     | 1,67 / 100,00   | Novo  |
|                         | Partido Nacional Renovador     | 3     | 1,25 / 100,00   | 1,25  |
|                         | Partido Humanista              | 3     | 1,25 / 100,00   | 1,25  |
|                         | Outros                         | 4     | 1,67 / 100,00   |       |
| Votos Inválidos         | Votos Inválidos                | 27    | 11,25 / 100,00  | 4,84  |
| Total                   | Total                          | 240   | 100,00 / 100,00 |       |
| Eleitorado/Participação | Eleitorado/Participação        | 488   | 49,18 / 100,00  | 8,06  |

#### Charneca
| Partido                 | Partido                        | Votos | %               | +/-   |
| ----------------------- | ------------------------------ | ----- | --------------- | ----- |
|                         | Partido Socialista             | 731   | 32,60 / 100,00  | 19,35 |
|                         | Partido Social Democrata       | 486   | 21,68 / 100,00  | -     |
|                         | Coligação Democrática Unitária | 347   | 15,48 / 100,00  | 2,39  |
|                         | Bloco de Esquerda              | 213   | 9,50 / 100,00   | 4,68  |
|                         | Partido Popular                | 143   | 6,38 / 100,00   | -     |
|                         | PCTP/MRPP                      | 45    | 2,01 / 100,00   | 0,40  |
|                         | Partido da Terra               | 32    | 1,43 / 100,00   | 1,01  |
|                         | Movimento Esperança Portugal   | 31    | 1,38 / 100,00   | Novo  |
|                         | Outros                         | 70    | 3,13 / 100,00   |       |
| Votos Inválidos         | Votos Inválidos                | 144   | 6,42 / 100,00   | 1,69  |
| Total                   | Total                          | 2 242 | 100,00 / 100,00 |       |
| Eleitorado/Participação | Eleitorado/Participação        | 7 112 | 31,52 / 100,00  | 2,56  |

#### Coração de Jesus
| Partido                 | Partido                        | Votos | %               | +/-   |
| ----------------------- | ------------------------------ | ----- | --------------- | ----- |
|                         | Partido Social Democrata       | 566   | 31,13 / 100,00  | -     |
|                         | Partido Socialista             | 426   | 23,43 / 100,00  | 14,55 |
|                         | Bloco de Esquerda              | 265   | 14,58 / 100,00  | 5,43  |
|                         | Partido Popular                | 175   | 9,63 / 100,00   | -     |
|                         | Coligação Democrática Unitária | 163   | 8,97 / 100,00   | 1,09  |
|                         | Movimento Esperança Portugal   | 54    | 2,97 / 100,00   | Novo  |
|                         | Movimento Mérito e Sociedade   | 24    | 1,32 / 100,00   | Novo  |
|                         | Outros                         | 55    | 3,04 / 100,00   |       |
| Votos Inválidos         | Votos Inválidos                | 90    | 4,96 / 100,00   | 1,63  |
| Total                   | Total                          | 1 818 | 100,00 / 100,00 |       |
| Eleitorado/Participação | Eleitorado/Participação        | 4 750 | 38,27 / 100,00  | 1,19  |

#### Encarnação
| Partido                 | Partido                        | Votos | %               | +/-   |
| ----------------------- | ------------------------------ | ----- | --------------- | ----- |
|                         | Partido Socialista             | 354   | 28,59 / 100,00  | 15,90 |
|                         | Partido Social Democrata       | 329   | 26,58 / 100,00  | -     |
|                         | Bloco de Esquerda              | 167   | 13,49 / 100,00  | 3,79  |
|                         | Coligação Democrática Unitária | 139   | 11,23 / 100,00  | 1,75  |
|                         | Partido Popular                | 82    | 6,62 / 100,00   | -     |
|                         | Movimento Esperança Portugal   | 52    | 4,20 / 100,00   | Novo  |
|                         | Movimento Mérito e Sociedade   | 13    | 1,05 / 100,00   | Novo  |
|                         | Outros                         | 43    | 2,91 / 100,00   |       |
| Votos Inválidos         | Votos Inválidos                | 59    | 4,76 / 100,00   | 0,64  |
| Total                   | Total                          | 1 238 | 100,00 / 100,00 |       |
| Eleitorado/Participação | Eleitorado/Participação        | 3 260 | 37,98 / 100,00  | 0,80  |

#### Graça
| Partido                 | Partido                        | Votos | %               | +/-   |
| ----------------------- | ------------------------------ | ----- | --------------- | ----- |
|                         | Partido Socialista             | 705   | 28,05 / 100,00  | 15,87 |
|                         | Partido Social Democrata       | 696   | 27,70 / 100,00  | -     |
|                         | Bloco de Esquerda              | 346   | 13,77 / 100,00  | 5,03  |
|                         | Coligação Democrática Unitária | 312   | 12,42 / 100,00  | 1,68  |
|                         | Partido Popular                | 172   | 6,84 / 100,00   | -     |
|                         | Movimento Esperança Portugal   | 46    | 1,83 / 100,00   | Novo  |
|                         | PCTP/MRPP                      | 33    | 1,31 / 100,00   | 0,33  |
|                         | Outros                         | 72    | 2,88 / 100,00   |       |
| Votos Inválidos         | Votos Inválidos                | 131   | 5,21 / 100,00   | 1,54  |
| Total                   | Total                          | 2 513 | 100,00 / 100,00 |       |
| Eleitorado/Participação | Eleitorado/Participação        | 5 900 | 42,59 / 100,00  | 0,27  |

#### Lapa
| Partido                 | Partido                        | Votos | %               | +/-   |
| ----------------------- | ------------------------------ | ----- | --------------- | ----- |
|                         | Partido Social Democrata       | 1 590 | 37,10 / 100,00  | -     |
|                         | Partido Socialista             | 799   | 18,64 / 100,00  | 12,00 |
|                         | Partido Popular                | 630   | 14,70 / 100,00  | -     |
|                         | Bloco de Esquerda              | 404   | 9,43 / 100,00   | 1,10  |
|                         | Movimento Esperança Portugal   | 314   | 7,33 / 100,00   | Novo  |
|                         | Coligação Democrática Unitária | 238   | 5,55 / 100,00   | 0,16  |
|                         | Outros                         | 130   | 3,03 / 100,00   |       |
| Votos Inválidos         | Votos Inválidos                | 181   | 4,22 / 100,00   | 0,91  |
| Total                   | Total                          | 4 286 | 100,00 / 100,00 |       |
| Eleitorado/Participação | Eleitorado/Participação        | 9 230 | 46,44 / 100,00  | 5,06  |

#### Lumiar
| Partido                 | Partido                        | Votos  | %               | +/-   |
| ----------------------- | ------------------------------ | ------ | --------------- | ----- |
|                         | Partido Social Democrata       | 4 744  | 31,83 / 100,00  | -     |
|                         | Partido Socialista             | 3 521  | 23,63 / 100,00  | 15,65 |
|                         | Bloco de Esquerda              | 1 906  | 12,79 / 100,00  | 2,81  |
|                         | Partido Popular                | 1 519  | 10,19 / 100,00  | -     |
|                         | Coligação Democrática Unitária | 1 106  | 7,42 / 100,00   | 0,87  |
|                         | Movimento Esperança Portugal   | 675    | 4,53 / 100,00   | Novo  |
|                         | Movimento Mérito e Sociedade   | 169    | 1,13 / 100,00   | Novo  |
|                         | Outros                         | 328    | 2,20 / 100,00   |       |
| Votos Inválidos         | Votos Inválidos                | 934    | 6,26 / 100,00   | 2,09  |
| Total                   | Total                          | 14 902 | 100,00 / 100,00 |       |
| Eleitorado/Participação | Eleitorado/Participação        | 33 617 | 44,33 / 100,00  | 0,69  |

#### Madalena
| Partido                 | Partido                        | Votos | %               | +/-  |
| ----------------------- | ------------------------------ | ----- | --------------- | ---- |
|                         | Partido Socialista             | 54    | 29,83 / 100,00  | 2,54 |
|                         | Partido Social Democrata       | 33    | 18,23 / 100,00  | -    |
|                         | Coligação Democrática Unitária | 31    | 17,13 / 100,00  | 1,52 |
|                         | Bloco de Esquerda              | 28    | 15,47 / 100,00  | 2,75 |
|                         | Partido Popular                | 12    | 6,63 / 100,00   | -    |
|                         | Movimento Esperança Portugal   | 7     | 3,87 / 100,00   | Novo |
|                         | Partido Popular Monárquico     | 4     | 2,21 / 100,00   | 1,63 |
|                         | PCTP/MRPP                      | 2     | 1,10 / 100,00   | 1,10 |
|                         | Partido da Terra               | 2     | 1,10 / 100,00   | 0,52 |
|                         | Outros                         | 1     | 0,55 / 100,00   |      |
| Votos Inválidos         | Votos Inválidos                | 7     | 3,86 / 100,00   | 2,12 |
| Total                   | Total                          | 181   | 100,00 / 100,00 |      |
| Eleitorado/Participação | Eleitorado/Participação        | 416   | 43,51 / 100,00  | 3,09 |

#### Mártires
| Partido                 | Partido                        | Votos | %               | +/-   |
| ----------------------- | ------------------------------ | ----- | --------------- | ----- |
|                         | Partido Social Democrata       | 51    | 31,68 / 100,00  | -     |
|                         | Partido Socialista             | 33    | 20,50 / 100,00  | 18,17 |
|                         | Partido Popular                | 19    | 11,80 / 100,00  | -     |
|                         | Bloco de Esquerda              | 17    | 10,56 / 100,00  | 1,89  |
|                         | Movimento Esperança Portugal   | 15    | 9,32 / 100,00   | Novo  |
|                         | Coligação Democrática Unitária | 14    | 8,70 / 100,00   | 4,70  |
|                         | Partido Nacional Renovador     | 3     | 1,62 / 100,00   | 1,62  |
|                         | Outros                         | 4     | 2,48 / 100,00   |       |
| Votos Inválidos         | Votos Inválidos                | 5     | 3,10 / 100,00   | 4,23  |
| Total                   | Total                          | 161   | 100,00 / 100,00 |       |
| Eleitorado/Participação | Eleitorado/Participação        | 394   | 40,86 / 100,00  | 1,49  |

#### Marvila
| Partido                 | Partido                        | Votos  | %               | +/-   |
| ----------------------- | ------------------------------ | ------ | --------------- | ----- |
|                         | Partido Socialista             | 3 925  | 32,26 / 100,00  | 23,35 |
|                         | Partido Social Democrata       | 2 168  | 17,82 / 100,00  | -     |
|                         | Coligação Democrática Unitária | 2 089  | 17,17 / 100,00  | 2,70  |
|                         | Bloco de Esquerda              | 1 616  | 13,28 / 100,00  | 8,24  |
|                         | Partido Popular                | 725    | 5,96 / 100,00   | -     |
|                         | PCTP/MRPP                      | 286    | 2,35 / 100,00   | 0,71  |
|                         | Movimento Esperança Portugal   | 150    | 1,23 / 100,00   | Novo  |
|                         | Partido Nacional Renovador     | 123    | 1,01 / 100,00   | 0,70  |
|                         | Outros                         | 349    | 2,87 / 100,00   |       |
| Votos Inválidos         | Votos Inválidos                | 734    | 6,03 / 100,00   | 2,82  |
| Total                   | Total                          | 12 165 | 100,00 / 100,00 |       |
| Eleitorado/Participação | Eleitorado/Participação        | 37 634 | 32,32 / 100,00  | 1,31  |

#### Mercês
| Partido                 | Partido                        | Votos | %               | +/-   |
| ----------------------- | ------------------------------ | ----- | --------------- | ----- |
|                         | Partido Socialista             | 537   | 26,51 / 100,00  | 17,53 |
|                         | Partido Social Democrata       | 469   | 23,15 / 100,00  | -     |
|                         | Bloco de Esquerda              | 318   | 15,70 / 100,00  | 6,31  |
|                         | Coligação Democrática Unitária | 250   | 12,34 / 100,00  | 1,84  |
|                         | Partido Popular                | 169   | 8,34 / 100,00   | -     |
|                         | Movimento Esperança Portugal   | 78    | 3,85 / 100,00   | Novo  |
|                         | Outros                         | 81    | 4,00 / 100,00   |       |
| Votos Inválidos         | Votos Inválidos                | 124   | 6,12 / 100,00   | 3,14  |
| Total                   | Total                          | 2 026 | 100,00 / 100,00 |       |
| Eleitorado/Participação | Eleitorado/Participação        | 4 684 | 43,25 / 100,00  | 1,03  |

#### Nossa Senhora de Fátima
| Partido                 | Partido                        | Votos  | %               | +/-   |
| ----------------------- | ------------------------------ | ------ | --------------- | ----- |
|                         | Partido Social Democrata       | 2 704  | 35,87 / 100,00  | -     |
|                         | Partido Socialista             | 1 706  | 22,63 / 100,00  | 10,94 |
|                         | Partido Popular                | 963    | 12,78 / 100,00  | -     |
|                         | Bloco de Esquerda              | 750    | 9,95 / 100,00   | 1,48  |
|                         | Coligação Democrática Unitária | 516    | 6,85 / 100,00   | 0,72  |
|                         | Movimento Esperança Portugal   | 318    | 4,22 / 100,00   | Novo  |
|                         | Outros                         | 225    | 2,98 / 100,00   |       |
| Votos Inválidos         | Votos Inválidos                | 356    | 4,73 / 100,00   | 1,14  |
| Total                   | Total                          | 7 538  | 100,00 / 100,00 |       |
| Eleitorado/Participação | Eleitorado/Participação        | 16 116 | 46,77 / 100,00  | 0,46  |

#### Pena
| Partido                 | Partido                        | Votos | %               | +/-   |
| ----------------------- | ------------------------------ | ----- | --------------- | ----- |
|                         | Partido Socialista             | 534   | 27,90 / 100,00  | 14,84 |
|                         | Partido Social Democrata       | 513   | 26,80 / 100,00  | -     |
|                         | Bloco de Esquerda              | 249   | 13,01 / 100,00  | 4,18  |
|                         | Coligação Democrática Unitária | 196   | 10,24 / 100,00  | 1,46  |
|                         | Partido Popular                | 196   | 10,24 / 100,00  | -     |
|                         | Movimento Esperança Portugal   | 38    | 1,99 / 100,00   | Novo  |
|                         | PCTP/MRPP                      | 29    | 1,52 / 100,00   | 0,41  |
|                         | Outros                         | 56    | 2,92 / 100,00   |       |
| Votos Inválidos         | Votos Inválidos                | 103   | 5,38 / 100,00   | 2,06  |
| Total                   | Total                          | 1 914 | 100,00 / 100,00 |       |
| Eleitorado/Participação | Eleitorado/Participação        | 4 795 | 39,92 / 100,00  | 0,79  |

#### Penha de França
| Partido                 | Partido                        | Votos  | %               | +/-   |
| ----------------------- | ------------------------------ | ------ | --------------- | ----- |
|                         | Partido Social Democrata       | 1 519  | 28,61 / 100,00  | -     |
|                         | Partido Socialista             | 1 514  | 28,52 / 100,00  | 16,18 |
|                         | Bloco de Esquerda              | 738    | 13,90 / 100,00  | 5,29  |
|                         | Coligação Democrática Unitária | 556    | 10,47 / 100,00  | 1,74  |
|                         | Partido Popular                | 402    | 7,57 / 100,00   | -     |
|                         | Movimento Esperança Portugal   | 111    | 2,09 / 100,00   | Novo  |
|                         | Outros                         | 196    | 3,69 / 100,00   |       |
| Votos Inválidos         | Votos Inválidos                | 273    | 5,14 / 100,00   | 1,75  |
| Total                   | Total                          | 5 309  | 100,00 / 100,00 |       |
| Eleitorado/Participação | Eleitorado/Participação        | 12 464 | 42,59 / 100,00  | 0,28  |

#### Prazeres
| Partido                 | Partido                        | Votos | %               | +/-   |
| ----------------------- | ------------------------------ | ----- | --------------- | ----- |
|                         | Partido Social Democrata       | 776   | 28,77 / 100,00  | -     |
|                         | Partido Socialista             | 725   | 26,88 / 100,00  | 14,70 |
|                         | Coligação Democrática Unitária | 310   | 11,49 / 100,00  | 0,50  |
|                         | Bloco de Esquerda              | 288   | 10,68 / 100,00  | 3,37  |
|                         | Partido Popular                | 279   | 10,34 / 100,00  | -     |
|                         | Movimento Esperança Portugal   | 94    | 3,49 / 100,00   | Novo  |
|                         | PCTP/MRPP                      | 34    | 1,26 / 100,00   | 0,03  |
|                         | Outros                         | 66    | 2,43 / 100,00   |       |
| Votos Inválidos         | Votos Inválidos                | 125   | 4,64 / 100,00   | 1,25  |
| Total                   | Total                          | 2 697 | 100,00 / 100,00 |       |
| Eleitorado/Participação | Eleitorado/Participação        | 6 850 | 39,37 / 100,00  | 6,76  |

#### Sacramento
| Partido                 | Partido                        | Votos | %               | +/-   |
| ----------------------- | ------------------------------ | ----- | --------------- | ----- |
|                         | Partido Socialista             | 97    | 26,15 / 100,00  | 12,98 |
|                         | Partido Social Democrata       | 81    | 21,83 / 100,00  | -     |
|                         | Bloco de Esquerda              | 56    | 15,09 / 100,00  | 3,42  |
|                         | Coligação Democrática Unitária | 49    | 13,21 / 100,00  | 2,68  |
|                         | Partido Popular                | 42    | 11,32 / 100,00  | -     |
|                         | Movimento Esperança Portugal   | 8     | 2,16 / 100,00   | Novo  |
|                         | Partido Popular Monárquico     | 5     | 1,35 / 100,00   | 0,21  |
|                         | PCTP/MRPP                      | 4     | 1,08 / 100,00   | 0,62  |
|                         | Outros                         | 9     | 2,43 / 100,00   |       |
| Votos Inválidos         | Votos Inválidos                | 20    | 5,39 / 100,00   | 1,27  |
| Total                   | Total                          | 371   | 100,00 / 100,00 |       |
| Eleitorado/Participação | Eleitorado/Participação        | 913   | 40,64 / 100,00  | 2,84  |

#### Santa Catarina
| Partido                 | Partido                        | Votos | %               | +/-   |
| ----------------------- | ------------------------------ | ----- | --------------- | ----- |
|                         | Partido Socialista             | 508   | 31,65 / 100,00  | 12,61 |
|                         | Partido Social Democrata       | 374   | 23,30 / 100,00  | -     |
|                         | Bloco de Esquerda              | 247   | 15,39 / 100,00  | 5,13  |
|                         | Coligação Democrática Unitária | 166   | 10,34 / 100,00  | 1,59  |
|                         | Partido Popular                | 119   | 7,41 / 100,00   | -     |
|                         | Movimento Esperança Portugal   | 39    | 2,43 / 100,00   | Novo  |
|                         | Outros                         | 69    | 4,30 / 100,00   |       |
| Votos Inválidos         | Votos Inválidos                | 83    | 5,18 / 100,00   | 0,89  |
| Total                   | Total                          | 1 605 | 100,00 / 100,00 |       |
| Eleitorado/Participação | Eleitorado/Participação        | 4 101 | 39,14 / 100,00  | 1,55  |

#### Santa Engrácia
| Partido                 | Partido                        | Votos | %               | +/-   |
| ----------------------- | ------------------------------ | ----- | --------------- | ----- |
|                         | Partido Socialista             | 601   | 28,89 / 100,00  | 16,76 |
|                         | Partido Social Democrata       | 585   | 28,13 / 100,00  | -     |
|                         | Bloco de Esquerda              | 265   | 12,74 / 100,00  | 5,70  |
|                         | Coligação Democrática Unitária | 248   | 11,92 / 100,00  | 2,24  |
|                         | Partido Popular                | 153   | 7,36 / 100,00   | -     |
|                         | Movimento Esperança Portugal   | 25    | 1,20 / 100,00   | Novo  |
|                         | PCTP/MRPP                      | 22    | 1,06 / 100,00   | 0,35  |
|                         | Outros                         | 62    | 2,98 / 100,00   |       |
| Votos Inválidos         | Votos Inválidos                | 119   | 5,72 / 100,00   | 2,31  |
| Total                   | Total                          | 2 080 | 100,00 / 100,00 |       |
| Eleitorado/Participação | Eleitorado/Participação        | 5 068 | 41,04 / 100,00  | 0,94  |

#### Santa Isabel
| Partido                 | Partido                        | Votos | %               | +/-   |
| ----------------------- | ------------------------------ | ----- | --------------- | ----- |
|                         | Partido Social Democrata       | 1 025 | 32,82 / 100,00  | -     |
|                         | Partido Socialista             | 677   | 21,68 / 100,00  | 14,02 |
|                         | Bloco de Esquerda              | 376   | 12,04 / 100,00  | 3,48  |
|                         | Partido Popular                | 344   | 11,02 / 100,00  | -     |
|                         | Coligação Democrática Unitária | 264   | 8,45 / 100,00   | 0,09  |
|                         | Movimento Esperança Portugal   | 165   | 5,28 / 100,00   | Novo  |
|                         | Outros                         | 109   | 3,48 / 100,00   |       |
| Votos Inválidos         | Votos Inválidos                | 163   | 5,22 / 100,00   | 2,28  |
| Total                   | Total                          | 3 123 | 100,00 / 100,00 |       |
| Eleitorado/Participação | Eleitorado/Participação        | 6 956 | 44,90 / 100,00  | 1,32  |

#### Santa Justa
| Partido                 | Partido                        | Votos | %               | +/-   |
| ----------------------- | ------------------------------ | ----- | --------------- | ----- |
|                         | Partido Socialista             | 58    | 27,23 / 100,00  | 12,99 |
|                         | Partido Social Democrata       | 53    | 24,88 / 100,00  | -     |
|                         | Bloco de Esquerda              | 27    | 12,68 / 100,00  | 2,17  |
|                         | Coligação Democrática Unitária | 26    | 12,21 / 100,00  | 0,98  |
|                         | Partido Popular                | 18    | 8,45 / 100,00   | -     |
|                         | Movimento Mérito e Sociedade   | 4     | 1,88 / 100,00   | Novo  |
|                         | PCTP/MRPP                      | 3     | 1,41 / 100,00   | 0,32  |
|                         | Partido Nacional Renovador     | 3     | 1,41 / 100,00   | 1,41  |
|                         | Outros                         | 3     | 1,41 / 100,00   |       |
| Votos Inválidos         | Votos Inválidos                | 18    | 8,45 / 100,00   | 3,74  |
| Total                   | Total                          | 213   | 100,00 / 100,00 |       |
| Eleitorado/Participação | Eleitorado/Participação        | 893   | 23,85 / 100,00  | 8,32  |

#### Santa Maria de Belém
| Partido                 | Partido                        | Votos | %               | +/-   |
| ----------------------- | ------------------------------ | ----- | --------------- | ----- |
|                         | Partido Social Democrata       | 1 203 | 31,64 / 100,00  | -     |
|                         | Partido Socialista             | 894   | 23,51 / 100,00  | 15,71 |
|                         | Partido Popular                | 444   | 11,68 / 100,00  | -     |
|                         | Bloco de Esquerda              | 431   | 11,34 / 100,00  | 2,49  |
|                         | Coligação Democrática Unitária | 346   | 9,10 / 100,00   | 1,40  |
|                         | Movimento Esperança Portugal   | 182   | 4,79 / 100,00   | Novo  |
|                         | Outros                         | 123   | 3,24 / 100,00   |       |
| Votos Inválidos         | Votos Inválidos                | 179   | 4,71 / 100,00   | 1,69  |
| Total                   | Total                          | 3 802 | 100,00 / 100,00 |       |
| Eleitorado/Participação | Eleitorado/Participação        | 8 997 | 42,26 / 100,00  | 0,70  |

#### Santa Maria dos Olivais
| Partido                 | Partido                        | Votos  | %               | +/-   |
| ----------------------- | ------------------------------ | ------ | --------------- | ----- |
|                         | Partido Socialista             | 5 616  | 28,77 / 100,00  | 18,27 |
|                         | Partido Social Democrata       | 4 912  | 25,16 / 100,00  | -     |
|                         | Bloco de Esquerda              | 2 572  | 13,18 / 100,00  | 5,59  |
|                         | Coligação Democrática Unitária | 2 459  | 12,60 / 100,00  | 1,56  |
|                         | Partido Popular                | 1 463  | 7,49 / 100,00   | -     |
|                         | Movimento Esperança Portugal   | 475    | 2,43 / 100,00   | Novo  |
|                         | PCTP/MRPP                      | 263    | 1,35 / 100,00   | 0,27  |
|                         | Outros                         | 592    | 3,03 / 100,00   |       |
| Votos Inválidos         | Votos Inválidos                | 1 168  | 5,98 / 100,00   | 2,93  |
| Total                   | Total                          | 19 520 | 100,00 / 100,00 |       |
| Eleitorado/Participação | Eleitorado/Participação        | 45 137 | 43,25 / 100,00  | 1,69  |

#### Santiago
| Partido                 | Partido                        | Votos | %               | +/-   |
| ----------------------- | ------------------------------ | ----- | --------------- | ----- |
|                         | Partido Social Democrata       | 111   | 28,10 / 100,00  | -     |
|                         | Partido Socialista             | 107   | 27,09 / 100,00  | 18,19 |
|                         | Coligação Democrática Unitária | 57    | 14,43 / 100,00  | 0,28  |
|                         | Bloco de Esquerda              | 46    | 11,65 / 100,00  | 5,05  |
|                         | Partido Popular                | 26    | 6,58 / 100,00   | -     |
|                         | Movimento Esperança Portugal   | 9     | 2,28 / 100,00   | Novo  |
|                         | PCTP/MRPP                      | 7     | 1,77 / 100,00   | 0,83  |
|                         | Partido da Terra               | 5     | 1,27 / 100,00   | 0,56  |
|                         | Outros                         | 10    | 2,53 / 100,00   |       |
| Votos Inválidos         | Votos Inválidos                | 17    | 4,31 / 100,00   | 3,13  |
| Total                   | Total                          | 395   | 100,00 / 100,00 |       |
| Eleitorado/Participação | Eleitorado/Participação        | 910   | 43,41 / 100,00  | 1,96  |

#### Santo Condestável
| Partido                 | Partido                        | Votos  | %               | +/-   |
| ----------------------- | ------------------------------ | ------ | --------------- | ----- |
|                         | Partido Social Democrata       | 1 989  | 28,37 / 100,00  | -     |
|                         | Partido Socialista             | 1 851  | 26,41 / 100,00  | 14,55 |
|                         | Bloco de Esquerda              | 970    | 13,84 / 100,00  | 4,61  |
|                         | Coligação Democrática Unitária | 760    | 10,84 / 100,00  | 0,69  |
|                         | Partido Popular                | 623    | 8,89 / 100,00   | -     |
|                         | Movimento Esperança Portugal   | 190    | 2,71 / 100,00   | Novo  |
|                         | PCTP/MRPP                      | 70     | 1,00 / 100,00   | 0,25  |
|                         | Outros                         | 180    | 2,56 / 100,00   |       |
| Votos Inválidos         | Votos Inválidos                | 377    | 5,38 / 100,00   | 1,98  |
| Total                   | Total                          | 7 010  | 100,00 / 100,00 |       |
| Eleitorado/Participação | Eleitorado/Participação        | 16 456 | 42,60 / 100,00  | 0,06  |

#### Santo Estêvão
| Partido                 | Partido                        | Votos | %               | +/-   |
| ----------------------- | ------------------------------ | ----- | --------------- | ----- |
|                         | Partido Socialista             | 249   | 28,89 / 100,00  | 14,48 |
|                         | Coligação Democrática Unitária | 215   | 25,03 / 100,00  | 5,13  |
|                         | Partido Social Democrata       | 162   | 18,86 / 100,00  | -     |
|                         | Bloco de Esquerda              | 89    | 10,34 / 100,00  | 1,03  |
|                         | Partido Popular                | 45    | 5,24 / 100,00   | -     |
|                         | PCTP/MRPP                      | 15    | 1,75 / 100,00   | 0,03  |
|                         | Movimento Esperança Portugal   | 10    | 1,16 / 100,00   | Novo  |
|                         | Outros                         | 18    | 2,10 / 100,00   |       |
| Votos Inválidos         | Votos Inválidos                | 56    | 6,52 / 100,00   | 1,86  |
| Total                   | Total                          | 859   | 100,00 / 100,00 |       |
| Eleitorado/Participação | Eleitorado/Participação        | 2 160 | 39,77 / 100,00  | 1,20  |

#### Santos-o-Velho
| Partido                 | Partido                        | Votos | %               | +/-   |
| ----------------------- | ------------------------------ | ----- | --------------- | ----- |
|                         | Partido Socialista             | 455   | 26,07 / 100,00  | 16,29 |
|                         | Partido Social Democrata       | 447   | 25,62 / 100,00  | -     |
|                         | Coligação Democrática Unitária | 210   | 12,03 / 100,00  | 0,54  |
|                         | Partido Popular                | 189   | 10,83 / 100,00  | -     |
|                         | Bloco de Esquerda              | 177   | 10,14 / 100,00  | 2,40  |
|                         | Movimento Esperança Portugal   | 101   | 5,79 / 100,00   | Novo  |
|                         | PCTP/MRPP                      | 21    | 1,20 / 100,00   | 0,12  |
|                         | Outros                         | 49    | 2,80 / 100,00   |       |
| Votos Inválidos         | Votos Inválidos                | 96    | 5,50 / 100,00   | 2,66  |
| Total                   | Total                          | 1 745 | 100,00 / 100,00 |       |
| Eleitorado/Participação | Eleitorado/Participação        | 4 261 | 40,95 / 100,00  | 0,20  |

#### São Cristóvão e São Lourenço
| Partido                 | Partido                        | Votos | %               | +/-   |
| ----------------------- | ------------------------------ | ----- | --------------- | ----- |
|                         | Partido Socialista             | 162   | 28,93 / 100,00  | 17,95 |
|                         | Partido Social Democrata       | 145   | 25,89 / 100,00  | -     |
|                         | Coligação Democrática Unitária | 76    | 13,57 / 100,00  | 1,07  |
|                         | Bloco de Esquerda              | 66    | 11,79 / 100,00  | 5,54  |
|                         | Partido Popular                | 38    | 6,79 / 100,00   | -     |
|                         | Movimento Esperança Portugal   | 14    | 2,50 / 100,00   | Novo  |
|                         | PCTP/MRPP                      | 9     | 1,61 / 100,00   | 0,36  |
|                         | Partido Nacional Renovador     | 6     | 1,07 / 100,00   | 1,07  |
|                         | Outros                         | 11    | 1,97 / 100,00   |       |
| Votos Inválidos         | Votos Inválidos                | 33    | 5,89 / 100,00   | 0,42  |
| Total                   | Total                          | 560   | 100,00 / 100,00 |       |
| Eleitorado/Participação | Eleitorado/Participação        | 1 476 | 37,94 / 100,00  | 1,40  |

#### São Domingos de Benfica
| Partido                 | Partido                        | Votos  | %               | +/-   |
| ----------------------- | ------------------------------ | ------ | --------------- | ----- |
|                         | Partido Social Democrata       | 5 068  | 35,21 / 100,00  | -     |
|                         | Partido Socialista             | 3 401  | 23,63 / 100,00  | 13,26 |
|                         | Bloco de Esquerda              | 1 553  | 10,79 / 100,00  | 0,85  |
|                         | Partido Popular                | 1 510  | 10,49 / 100,00  | -     |
|                         | Coligação Democrática Unitária | 1 079  | 7,50 / 100,00   | 0,41  |
|                         | Movimento Esperança Portugal   | 466    | 3,24 / 100,00   | Novo  |
|                         | Movimento Mérito e Sociedade   | 171    | 1,19 / 100,00   | Novo  |
|                         | Outros                         | 323    | 2,25 / 100,00   |       |
| Votos Inválidos         | Votos Inválidos                | 822    | 5,71 / 100,00   | 2,28  |
| Total                   | Total                          | 14 393 | 100,00 / 100,00 |       |
| Eleitorado/Participação | Eleitorado/Participação        | 30 202 | 47,66 / 100,00  | 0,12  |

#### São Francisco Xavier
| Partido                 | Partido                        | Votos | %               | +/-  |
| ----------------------- | ------------------------------ | ----- | --------------- | ---- |
|                         | Partido Social Democrata       | 1 514 | 40,10 / 100,00  | -    |
|                         | Partido Socialista             | 673   | 17,82 / 100,00  | 9,63 |
|                         | Partido Popular                | 553   | 14,65 / 100,00  | -    |
|                         | Bloco de Esquerda              | 364   | 9,64 / 100,00   | 0,45 |
|                         | Coligação Democrática Unitária | 196   | 5,19 / 100,00   | 0,41 |
|                         | Movimento Esperança Portugal   | 167   | 4,42 / 100,00   | Novo |
|                         | Outros                         | 108   | 2,87 / 100,00   |      |
| Votos Inválidos         | Votos Inválidos                | 201   | 5,32 / 100,00   | 1,35 |
| Total                   | Total                          | 3 776 | 100,00 / 100,00 |      |
| Eleitorado/Participação | Eleitorado/Participação        | 7 112 | 53,09 / 100,00  | 2,23 |

#### São João
| Partido                 | Partido                        | Votos  | %               | +/-   |
| ----------------------- | ------------------------------ | ------ | --------------- | ----- |
|                         | Partido Socialista             | 1 634  | 27,94 / 100,00  | 17,76 |
|                         | Partido Social Democrata       | 1 605  | 27,44 / 100,00  | -     |
|                         | Bloco de Esquerda              | 826    | 14,12 / 100,00  | 6,31  |
|                         | Coligação Democrática Unitária | 739    | 12,63 / 100,00  | 2,02  |
|                         | Partido Popular                | 435    | 7,44 / 100,00   | -     |
|                         | Movimento Esperança Portugal   | 105    | 1,80 / 100,00   | Novo  |
|                         | PCTP/MRPP                      | 60     | 1,03 / 100,00   | 0,08  |
|                         | Outros                         | 143    | 2,44 / 100,00   |       |
| Votos Inválidos         | Votos Inválidos                | 302    | 5,16 / 100,00   | 2,17  |
| Total                   | Total                          | 5 849  | 100,00 / 100,00 |       |
| Eleitorado/Participação | Eleitorado/Participação        | 15 499 | 37,74 / 100,00  | 1,10  |

#### São João de Brito
| Partido                 | Partido                        | Votos  | %               | +/-   |
| ----------------------- | ------------------------------ | ------ | --------------- | ----- |
|                         | Partido Social Democrata       | 2 373  | 39,44 / 100,00  | -     |
|                         | Partido Socialista             | 1 142  | 18,98 / 100,00  | 10,94 |
|                         | Partido Popular                | 773    | 12,85 / 100,00  | -     |
|                         | Bloco de Esquerda              | 638    | 10,60 / 100,00  | 2,04  |
|                         | Coligação Democrática Unitária | 383    | 6,37 / 100,00   | 0,41  |
|                         | Movimento Esperança Portugal   | 203    | 3,37 / 100,00   | Novo  |
|                         | Outros                         | 189    | 3,13 / 100,00   |       |
| Votos Inválidos         | Votos Inválidos                | 316    | 5,25 / 100,00   | 1,82  |
| Total                   | Total                          | 6 017  | 100,00 / 100,00 |       |
| Eleitorado/Participação | Eleitorado/Participação        | 12 679 | 47,46 / 100,00  | 2,07  |

#### São João de Deus
| Partido                 | Partido                        | Votos  | %               | +/-   |
| ----------------------- | ------------------------------ | ------ | --------------- | ----- |
|                         | Partido Social Democrata       | 2 105  | 38,36 / 100,00  | -     |
|                         | Partido Socialista             | 1 048  | 19,10 / 100,00  | 10,78 |
|                         | Partido Popular                | 754    | 13,74 / 100,00  | -     |
|                         | Bloco de Esquerda              | 600    | 10,93 / 100,00  | 2,36  |
|                         | Coligação Democrática Unitária | 315    | 5,74 / 100,00   | 0,69  |
|                         | Movimento Esperança Portugal   | 200    | 3,64 / 100,00   | Novo  |
|                         | Outros                         | 187    | 3,42 / 100,00   |       |
| Votos Inválidos         | Votos Inválidos                | 278    | 5,07 / 100,00   | 1,50  |
| Total                   | Total                          | 5 487  | 100,00 / 100,00 |       |
| Eleitorado/Participação | Eleitorado/Participação        | 11 545 | 47,53 / 100,00  | 1,52  |

#### São Jorge de Arroios
| Partido                 | Partido                        | Votos  | %               | +/-   |
| ----------------------- | ------------------------------ | ------ | --------------- | ----- |
|                         | Partido Social Democrata       | 2 521  | 33,42 / 100,00  | -     |
|                         | Partido Socialista             | 1 682  | 22,30 / 100,00  | 14,46 |
|                         | Bloco de Esquerda              | 1 053  | 13,96 / 100,00  | 3,84  |
|                         | Partido Popular                | 752    | 9,97 / 100,00   | -     |
|                         | Coligação Democrática Unitária | 664    | 8,80 / 100,00   | 0,38  |
|                         | Movimento Esperança Portugal   | 207    | 2,74 / 100,00   | Novo  |
|                         | Outros                         | 248    | 3,28 / 100,00   |       |
| Votos Inválidos         | Votos Inválidos                | 416    | 5,51 / 100,00   | 2,09  |
| Total                   | Total                          | 7 543  | 100,00 / 100,00 |       |
| Eleitorado/Participação | Eleitorado/Participação        | 18 705 | 40,33 / 100,00  | 0,34  |

#### São José
| Partido                 | Partido                        | Votos | %               | +/-   |
| ----------------------- | ------------------------------ | ----- | --------------- | ----- |
|                         | Partido Socialista             | 350   | 27,73 / 100,00  | 15,47 |
|                         | Partido Social Democrata       | 342   | 27,10 / 100,00  | -     |
|                         | Bloco de Esquerda              | 179   | 14,18 / 100,00  | 6,36  |
|                         | Coligação Democrática Unitária | 154   | 12,20 / 100,00  | 1,60  |
|                         | Partido Popular                | 92    | 7,29 / 100,00   | -     |
|                         | Movimento Esperança Portugal   | 31    | 2,46 / 100,00   | Novo  |
|                         | Outros                         | 39    | 3,09 / 100,00   |       |
| Votos Inválidos         | Votos Inválidos                | 75    | 5,94 / 100,00   | 2,50  |
| Total                   | Total                          | 1 262 | 100,00 / 100,00 |       |
| Eleitorado/Participação | Eleitorado/Participação        | 3 232 | 39,05 / 100,00  | 1,63  |

#### São Mamede
| Partido                 | Partido                        | Votos | %               | +/-   |
| ----------------------- | ------------------------------ | ----- | --------------- | ----- |
|                         | Partido Social Democrata       | 855   | 32,86 / 100,00  | -     |
|                         | Partido Socialista             | 569   | 21,87 / 100,00  | 11,03 |
|                         | Partido Popular                | 365   | 14,03 / 100,00  | -     |
|                         | Bloco de Esquerda              | 270   | 10,38 / 100,00  | 1,30  |
|                         | Movimento Esperança Portugal   | 197   | 7,57 / 100,00   | Novo  |
|                         | Coligação Democrática Unitária | 156   | 6,00 / 100,00   | 0,78  |
|                         | Outros                         | 84    | 3,22 / 100,00   |       |
| Votos Inválidos         | Votos Inválidos                | 106   | 4,07 / 100,00   | 0,36  |
| Total                   | Total                          | 2 602 | 100,00 / 100,00 |       |
| Eleitorado/Participação | Eleitorado/Participação        | 5 619 | 46,31 / 100,00  | 0,20  |

#### São Miguel
| Partido                 | Partido                        | Votos | %               | +/-   |
| ----------------------- | ------------------------------ | ----- | --------------- | ----- |
|                         | Partido Socialista             | 240   | 38,65 / 100,00  | 13,04 |
|                         | Coligação Democrática Unitária | 148   | 23,83 / 100,00  | 2,56  |
|                         | Partido Social Democrata       | 97    | 15,62 / 100,00  | -     |
|                         | Bloco de Esquerda              | 53    | 8,53 / 100,00   | 2,90  |
|                         | Partido Popular                | 28    | 4,51 / 100,00   | -     |
|                         | PCTP/MRPP                      | 11    | 1,77 / 100,00   | 0,50  |
|                         | Outros                         | 14    | 2,25 / 100,00   |       |
| Votos Inválidos         | Votos Inválidos                | 30    | 4,83 / 100,00   | 2,71  |
| Total                   | Total                          | 621   | 100,00 / 100,00 |       |
| Eleitorado/Participação | Eleitorado/Participação        | 1 704 | 36,44 / 100,00  | 1,45  |

#### São Nicolau
| Partido                 | Partido                        | Votos | %               | +/-   |
| ----------------------- | ------------------------------ | ----- | --------------- | ----- |
|                         | Partido Social Democrata       | 131   | 29,05 / 100,00  | -     |
|                         | Partido Socialista             | 96    | 21,29 / 100,00  | 20,82 |
|                         | Bloco de Esquerda              | 68    | 15,08 / 100,00  | 3,34  |
|                         | Coligação Democrática Unitária | 46    | 10,20 / 100,00  | 1,29  |
|                         | Partido Popular                | 46    | 10,20 / 100,00  | -     |
|                         | Movimento Esperança Portugal   | 13    | 2,88 / 100,00   | Novo  |
|                         | Partido da Terra               | 7     | 1,55 / 100,00   | 0,94  |
|                         | Movimento Mérito e Sociedade   | 6     | 1,33 / 100,00   | Novo  |
|                         | Outros                         | 7     | 1,55 / 100,00   |       |
| Votos Inválidos         | Votos Inválidos                | 31    | 6,87 / 100,00   | 1,00  |
| Total                   | Total                          | 451   | 100,00 / 100,00 |       |
| Eleitorado/Participação | Eleitorado/Participação        | 1 190 | 37,90 / 100,00  | 1,46  |

#### São Paulo
| Partido                 | Partido                        | Votos | %               | +/-   |
| ----------------------- | ------------------------------ | ----- | --------------- | ----- |
|                         | Partido Socialista             | 333   | 31,44 / 100,00  | 15,72 |
|                         | Partido Social Democrata       | 236   | 22,29 / 100,00  | -     |
|                         | Bloco de Esquerda              | 149   | 14,07 / 100,00  | 6,99  |
|                         | Coligação Democrática Unitária | 148   | 13,98 / 100,00  | 1,72  |
|                         | Partido Popular                | 81    | 7,65 / 100,00   | -     |
|                         | Movimento Esperança Portugal   | 19    | 1,79 / 100,00   | Novo  |
|                         | Partido da Terra               | 12    | 1,13 / 100,00   | 0,39  |
|                         | Outros                         | 25    | 2,36 / 100,00   |       |
| Votos Inválidos         | Votos Inválidos                | 56    | 5,29 / 100,00   | 1,26  |
| Total                   | Total                          | 1 059 | 100,00 / 100,00 |       |
| Eleitorado/Participação | Eleitorado/Participação        | 3 174 | 33,36 / 100,00  | 1,16  |

#### São Sebastião da Pedreira
| Partido                 | Partido                        | Votos | %               | +/-   |
| ----------------------- | ------------------------------ | ----- | --------------- | ----- |
|                         | Partido Social Democrata       | 1 333 | 38,53 / 100,00  | -     |
|                         | Partido Socialista             | 635   | 18,35 / 100,00  | 10,37 |
|                         | Partido Popular                | 529   | 15,29 / 100,00  | -     |
|                         | Bloco de Esquerda              | 330   | 9,54 / 100,00   | 0,09  |
|                         | Movimento Esperança Portugal   | 190   | 5,49 / 100,00   | Novo  |
|                         | Coligação Democrática Unitária | 168   | 4,86 / 100,00   | 0,37  |
|                         | Movimento Mérito e Sociedade   | 41    | 1,18 / 100,00   | Novo  |
|                         | Outros                         | 59    | 1,71 / 100,00   |       |
| Votos Inválidos         | Votos Inválidos                | 175   | 5,06 / 100,00   | 1,34  |
| Total                   | Total                          | 3 460 | 100,00 / 100,00 |       |
| Eleitorado/Participação | Eleitorado/Participação        | 7 340 | 47,14 / 100,00  | 0,50  |

#### São Vicente de Fora
| Partido                 | Partido                        | Votos | %               | +/-   |
| ----------------------- | ------------------------------ | ----- | --------------- | ----- |
|                         | Partido Socialista             | 405   | 31,71 / 100,00  | 16,24 |
|                         | Partido Social Democrata       | 270   | 21,14 / 100,00  | -     |
|                         | Coligação Democrática Unitária | 229   | 17,93 / 100,00  | 3,38  |
|                         | Bloco de Esquerda              | 163   | 12,76 / 100,00  | 5,54  |
|                         | Partido Popular                | 79    | 6,19 / 100,00   | -     |
|                         | PCTP/MRPP                      | 20    | 1,57 / 100,00   | 0,13  |
|                         | Movimento Esperança Portugal   | 19    | 1,49 / 100,00   | Novo  |
|                         | Outros                         | 27    | 2,11 / 100,00   |       |
| Votos Inválidos         | Votos Inválidos                | 65    | 5,09 / 100,00   | 2,10  |
| Total                   | Total                          | 1 277 | 100,00 / 100,00 |       |
| Eleitorado/Participação | Eleitorado/Participação        | 3 642 | 35,06 / 100,00  | 6,19  |

#### Sé
| Partido                 | Partido                        | Votos | %               | +/-   |
| ----------------------- | ------------------------------ | ----- | --------------- | ----- |
|                         | Partido Social Democrata       | 132   | 26,51 / 100,00  | -     |
|                         | Partido Socialista             | 116   | 23,29 / 100,00  | 19,02 |
|                         | Bloco de Esquerda              | 69    | 13,86 / 100,00  | 5,20  |
|                         | Coligação Democrática Unitária | 54    | 10,84 / 100,00  | 0,40  |
|                         | Partido Popular                | 53    | 10,64 / 100,00  | -     |
|                         | Movimento Esperança Portugal   | 21    | 4,22 / 100,00   | Novo  |
|                         | Partido Nacional Renovador     | 7     | 1,41 / 100,00   | 0,84  |
|                         | Partido da Terra               | 5     | 1,00 / 100,00   | 0,43  |
|                         | Outros                         | 9     | 1,81 / 100,00   |       |
| Votos Inválidos         | Votos Inválidos                | 32    | 6,42 / 100,00   | 0,72  |
| Total                   | Total                          | 498   | 100,00 / 100,00 |       |
| Eleitorado/Participação | Eleitorado/Participação        | 1 148 | 43,38 / 100,00  | 3,06  |

#### Socorro
| Partido                 | Partido                        | Votos | %               | +/-   |
| ----------------------- | ------------------------------ | ----- | --------------- | ----- |
|                         | Partido Socialista             | 326   | 31,17 / 100,00  | 15,05 |
|                         | Partido Social Democrata       | 261   | 24,95 / 100,00  | -     |
|                         | Coligação Democrática Unitária | 155   | 14,82 / 100,00  | 2,60  |
|                         | Bloco de Esquerda              | 143   | 13,67 / 100,00  | 7,85  |
|                         | Partido Popular                | 53    | 5,07 / 100,00   | -     |
|                         | PCTP/MRPP                      | 12    | 1,15 / 100,00   | 0,01  |
|                         | Movimento Esperança Portugal   | 11    | 1,05 / 100,00   | Novo  |
|                         | Outros                         | 27    | 2,58 / 100,00   |       |
| Votos Inválidos         | Votos Inválidos                | 58    | 5,54 / 100,00   | 1,72  |
| Total                   | Total                          | 1 046 | 100,00 / 100,00 |       |
| Eleitorado/Participação | Eleitorado/Participação        | 3 121 | 33,51 / 100,00  | 1,90  |